# Fecal Matter
Fecal Matter – amerykański zespół założony w 1985, przez Kurta Cobaina (w późniejszym czasie wokalisty zespołu Nirvana). Grupa nie istniała długo. Fecal Matter nagrali jedno demo zatytułowane Illiteracy Will Prevail, które jest poszukiwanym „białym krukiem” pośród fanów Nirvany (wszystkie szesnaście piosenek nagrał i napisał Cobain).
Pierwotnymi członkami zespołu byli Kurt Cobain (wokal, gitara), Dale Crover (bas) oraz Greg Hokanson (perkusja).
Dale Crover i Buzz Osborne są aktualnie członkami zespołu Melvins.

## Istotne wydarzenia
- 1985 – założenie zespołu.
- 1985, grudzień – Fecal Matter grają jako support przed występem zespołu Melvins w Pacific Beach w stanie Waszyngton.
- 1985, grudzień – Cobain i Crover nagrywają Illiteracy Will Prevail w Seattle.
- 1986, styczeń – Buzz Osborne dołącza do zespołu jako basista, natomiast Mike Dillard zostaje nowym perkusistą.
- 1986, luty – następuje rozwiązanie Fecal Matter, Melvins nagrywają swój pierwszy EP.